# Öhlbergkellergasse

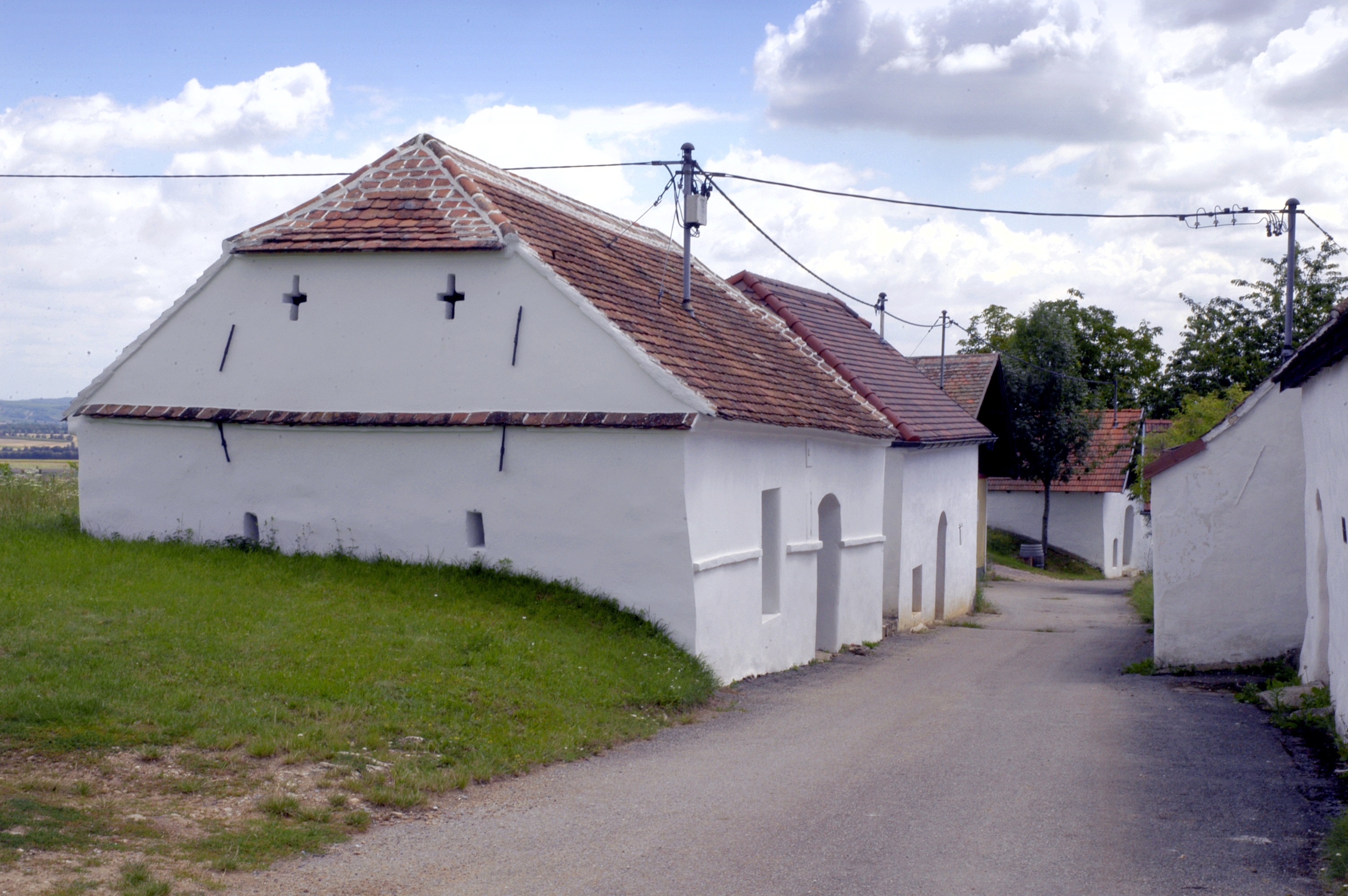
Westlicher Beginn der Kellergasse

Die Öhlbergkellergasse in Pillersdorf ist eine zweizeilige Kellergasse und zählt zu den ursprünglichsten Kellergassen im österreichischen Weinviertel. 1995 wurde sie bei einem Wettbewerb zur Belebung der Kellergassen zur schönsten Kellergasse Niederösterreichs gekürt.
Die Weinkeller beiderseits des Hohlweges am Öhlberg sind teilweise schon über 600 Jahre alt, ab dem 18. Jahrhundert wurden dann auch Presshäuser angebaut. Das Besondere dieser Kellergasse ist die Authentizität der weiß getünchten Keller mit den grünen Türen, die sich beinahe jeglicher Modernisierung entzogen haben.
An den Wochenenden von Mai bis August laden die Winzer abwechselnd zur „Offenen Kellertür“ ein, Wein zu verkosten und die Öhlbergkellergasse und deren Keller zu besichtigen. Die Route des Themenradweges Der Burgunder führt durch die Öhlbergkellergasse.